# Ołpiny
Ołpiny is een dorp in de Poolse woiwodschap Klein-Polen. De plaats maakt deel uit van de gemeente Szerzyny en telt 2500 inwoners.